# 亚历克丝·沙克尔
亚历克丝·沙克尔（英語：Alex Shackell，2006年11月13日—），美国女子游泳运动员，2022年泛太平洋青年游泳锦标赛女子100米蝶泳、女子4×100米自由泳接力、女子4×100米混合泳接力和混合4×100米混合泳接力金牌得主、女子200米蝶泳铜牌得主、2024年夏季奥林匹克运动会女子4×200米自由泳接力银牌得主。